# Eisschnelllauf-Weltcup 1987/88
Der Eisschnelllauf-Weltcup 1987/88 (Gloria Weltcup) wurde für Frauen und Männer an sieben Weltcupstationen in sieben Ländern ausgetragen. Die Saison begann am 21. November 1987 und endete am 20. März 1988. Hier wurden von Frauen Strecken von 500 bis 5000 und der Männer von 500 bis 10.000 Meter gelaufen.
Siehe auch: Liste der Gesamtweltcupsieger im Eisschnelllauf

## Wettbewerbe

### Frauen

#### Weltcup-Übersicht
| Datum                                                                                  | Ort                                    | Disziplin         | Sieger                    | Zweiter                            | Dritter                   |
| -------------------------------------------------------------------------------------- | -------------------------------------- | ----------------- | ------------------------- | ---------------------------------- | ------------------------- |
| 21. bis 22. Nov. 1987                                                                  | Berlin (Sportforum Hohenschönhausen)   | 500 m (21. Nov.)  | Christa Rothenburger      | Karin Kania-Enke                   | Angela Stahnke            |
| 21. bis 22. Nov. 1987                                                                  | Berlin (Sportforum Hohenschönhausen)   | 1000 m (21. Nov.) | Karin Kania-Enke          | Christa Rothenburger               | Angela Stahnke            |
| 21. bis 22. Nov. 1987                                                                  | Berlin (Sportforum Hohenschönhausen)   | 1500 m (22. Nov.) | Karin Kania-Enke          | Constanze Scandolo                 | Gabi Zange                |
| 21. bis 22. Nov. 1987                                                                  | Berlin (Sportforum Hohenschönhausen)   | 3000 m (22. Nov.) | Karin Kania-Enke          | Gunda Kleemann                     | Gabi Zange                |
| 28. bis 29. Nov. 1987                                                                  | Butte (US High Mountain Altitude Rink) | 500 m (28. Nov.)  | Bonnie Blair              | Christa Rothenburger               | Karin Kania-Enke          |
| 28. bis 29. Nov. 1987                                                                  | Butte (US High Mountain Altitude Rink) | 1000 m (28. Nov.) | Karin Kania-Enke          | Christa Rothenburger               | Bonnie Blair              |
| 28. bis 29. Nov. 1987                                                                  | Butte (US High Mountain Altitude Rink) | 1500 m (29. Nov.) | Karin Kania-Enke          | Gabi Zange                         | Andrea Ehrig-Mitscherlich |
| 28. bis 29. Nov. 1987                                                                  | Butte (US High Mountain Altitude Rink) | 3000 m (29. Nov.) | Karin Kania-Enke          | Gabi Zange                         | Andrea Ehrig-Mitscherlich |
| 4. bis 6. Dez. 1987                                                                    | Calgary (Olympic Oval)                 | 500 m             | Bonnie Blair              | Christa Rothenburger               | Karin Kania-Enke          |
| 4. bis 6. Dez. 1987                                                                    | Calgary (Olympic Oval)                 | 1000 m            | Karin Kania-Enke          | Bonnie Blair                       | Christa Rothenburger      |
| 4. bis 6. Dez. 1987                                                                    | Calgary (Olympic Oval)                 | 1500 m            | Karin Kania-Enke          | Andrea Ehrig-Mitscherlich          | Bonnie Blair              |
| 4. bis 6. Dez. 1987                                                                    | Calgary (Olympic Oval)                 | 3000 m            | Gabi Zange                | Karin Kania-Enke                   | Andrea Ehrig-Mitscherlich |
| 4. bis 6. Dez. 1987                                                                    | Calgary (Olympic Oval)                 | 5000 m            | Andrea Ehrig-Mitscherlich | Gabi Zange                         | Marieke Stam              |
| 4. bis 6. Dez. 1987                                                                    | Calgary (Olympic Oval)                 | 500 m             | Christa Rothenburger      | Bonnie Blair                       | Karin Kania-Enke          |
| 9. bis 10. Jan. 1988                                                                   | Davos (Eisstadion Davos)               | 500 m (9. Jan.)   | Karin Kania-Enke          | Edel Therese Høiseth               | Andrea Ehrig-Mitscherlich |
| 9. bis 10. Jan. 1988                                                                   | Davos (Eisstadion Davos)               | 1000 m (9. Jan.)  | Karin Kania-Enke          | Andrea Ehrig-Mitscherlich          | Bonnie Blair              |
| 9. bis 10. Jan. 1988                                                                   | Davos (Eisstadion Davos)               | 1500 m (10. Jan.) | Karin Kania-Enke          | Andrea Ehrig-Mitscherlich          | Bonnie Blair              |
| 9. bis 10. Jan. 1988                                                                   | Davos (Eisstadion Davos)               | 3000 m (10. Jan.) | Andrea Ehrig-Mitscherlich | Karin Kania-Enke                   | Gabi Zange                |
| Mehrkampfeuropameisterschaft in Kongsberg (Kongsberg Idrettspark), 16.–17. Januar 1988 |                                        |                   |                           |                                    |                           |
| Sprintweltmeisterschaft in West Allis, Wisconsin (State Fair Park), 6.–7. Februar 1988 |                                        |                   |                           |                                    |                           |
| Olympische Winterspiele in Calgary (Olympic Oval), 13.–28. Februar 1988                |                                        |                   |                           |                                    |                           |
| Mehrkampfweltmeisterschaft in Skien (Nye Isstadion), 12.–13. März 1988                 |                                        |                   |                           |                                    |                           |
| 19. bis 20. Mär. 1988                                                                  | Heerenveen (Thialf)                    | 500 m             | Christa Rothenburger      | Bonnie Blair                       | Katie Class               |
| 19. bis 20. Mär. 1988                                                                  | Heerenveen (Thialf)                    | 1000 m            | Christa Rothenburger      | Bonnie Blair                       | Erwina Rys-Ferens         |
| 19. bis 20. Mär. 1988                                                                  | Heerenveen (Thialf)                    | 1500 m            | Bonnie Blair              | Petra Moolhuizen Erwina Rys-Ferens |                           |
| 19. bis 20. Mär. 1988                                                                  | Heerenveen (Thialf)                    | 3000 m            | Erwina Rys-Ferens         | Petra Moolhuizen                   | Grietje Mulder            |
| 19. bis 20. Mär. 1988                                                                  | Heerenveen (Thialf)                    | 5000 m            | Grietje Mulder            | Petra Moolhuizen                   | Gabi Zange                |

#### 500 Meter
(Endstand: Nach 6 Rennen)
| Rang | Name                                    | Land                                           | Punkte |
| ---- | --------------------------------------- | ---------------------------------------------- | ------ |
| 1    | Christa Rothenburger                    | Deutsche Demokratische Republik                | 119    |
| 2    | Bonnie Blair                            | Vereinigte Staaten                             | 94     |
| 3    | Karin Kania-Enke                        | Deutsche Demokratische Republik                | 87     |
| 4    | Edel Therese Høiseth                    | Norwegen                                       | 76     |
| 5    | Ingrid Haringa                          | Niederlande                                    | 74     |
| 6    | Angela Stahnke                          | Deutsche Demokratische Republik                | 72     |
| 7    | Katie Class                             | Vereinigte Staaten                             | 62     |
| 8    | Christine Aaftink                       | Niederlande                                    | 56     |
| 9    | Andrea Ehrig-Mitscherlich Shelley Rhead | Deutsche Demokratische Republik Kanada         | 55     |
|      |                                         |                                                |        |
| 12   | Emese Nemeth-Hunyady                    | Österreich                                     | 40     |
| 15   | Monika Gawenus-Pflug                    | BR Deutschland                                 | 33     |
| 17   | Constanze Scandolo                      | Deutsche Demokratische Republik                | 25     |
| 22   | Gabi Zange                              | Deutsche Demokratische Republik                | 15     |
| 24   | Sylke Luding Anja Mischke               | Deutsche Demokratische Republik BR Deutschland | 14     |

#### 1000 Meter
(Endstand: Nach 5 Rennen)
| Rang | Name                      | Land                            | Punkte |
| ---- | ------------------------- | ------------------------------- | ------ |
| 1    | Christa Rothenburger      | Deutsche Demokratische Republik | 89     |
| 2    | Bonnie Blair              | Vereinigte Staaten              | 84     |
| 3    | Karin Kania-Enke          | Deutsche Demokratische Republik | 75     |
| 4    | Andrea Ehrig-Mitscherlich | Deutsche Demokratische Republik | 56     |
| 5    | Edel Therese Høiseth      | Norwegen                        | 52     |
| 6    | Erwina Ryś-Ferens         | Polen                           | 50     |
| 7    | Ingrid Haringa            | Niederlande                     | 47     |
| 8    | Zofia Tokarczyk           | Polen                           | 45     |
| 9    | Katie Class               | Vereinigte Staaten              | 42     |
| 10   | Christine Aaftink         | Niederlande                     | 41     |
|      |                           |                                 |        |
| 11   | Gabi Zange                | Deutsche Demokratische Republik | 40     |
| 12   | Constanze Scandolo        | Deutsche Demokratische Republik | 36     |
| 13   | Angela Stahnke            | Deutsche Demokratische Republik | 35     |
| 14   | Emese Nemeth-Hunyady      | Österreich                      | 33     |
| 19   | Monika Gawenus-Pflug      | BR Deutschland                  | 18     |
| 22   | Heike Pöhland             | Deutsche Demokratische Republik | 16     |
| 25   | Gunda Kleemann            | Deutsche Demokratische Republik | 14     |

#### 1500 Meter
(Endstand: Nach 5 Rennen)
| Rang | Name                         | Land                                  | Punkte |
| ---- | ---------------------------- | ------------------------------------- | ------ |
| 1    | Bonnie Blair                 | Vereinigte Staaten                    | 83     |
| 2    | Karin Kania-Enke             | Deutsche Demokratische Republik       | 75     |
| 3    | Erwina Ryś-Ferens Gabi Zange | Polen Deutsche Demokratische Republik | 72     |
| 5    | Andrea Ehrig-Mitscherlich    | Deutsche Demokratische Republik       | 64     |
| 6    | Anja Mischke                 | BR Deutschland                        | 53     |
| 7    | Emese Nemeth-Hunyady         | Österreich                            | 49     |
| 8    | Petra Moolhuizen Ingrid Paul | Niederlande                           | 41     |
| 10   | Constanze Scandolo           | Deutsche Demokratische Republik       | 37     |
|      |                              |                                       |        |
| 22   | Gunda Kleemann               | Deutsche Demokratische Republik       | 18     |
| 25   | Jacqueline Börner            | Deutsche Demokratische Republik       | 16     |
| 30   | Angelika Haßmann             | BR Deutschland                        | 8      |

#### 3000/5000 Meter
(Endstand: Nach 7 Rennen)
| Rang | Name                      | Land                            | Punkte |
| ---- | ------------------------- | ------------------------------- | ------ |
| 1    | Gabi Zange                | Deutsche Demokratische Republik | 109    |
| 2    | Ingrid Paul               | Niederlande                     | 100    |
| 3    | Karin Kania-Enke          | Deutsche Demokratische Republik | 94     |
| 4    | Andrea Ehrig-Mitscherlich | Deutsche Demokratische Republik | 90     |
| 5    | Anja Mischke              | BR Deutschland                  | 80     |
| 6    | Erwina Ryś-Ferens         | Polen                           | 79     |
| 7    | Jasmin Krohn              | Schweden                        | 76     |
| 8    | Elena Belci-Dal Farra     | Italien                         | 72     |
| 9    | Grietje Mulder            | Niederlande                     | 69     |
| 10   | Petra Moolhuizen          | Niederlande                     | 67     |
|      |                           |                                 |        |
| 14   | Gunda Kleemann            | Deutsche Demokratische Republik | 40     |
| 25   | Emese Nemeth-Hunyady      | Österreich                      | 13     |
| 26   | Angelika Haßmann          | BR Deutschland                  | 11     |

### Männer

#### Weltcup-Übersicht
| Datum                                                                                  | Ort                                      | Disziplin        | Sieger                     | Zweiter                | Dritter            |
| -------------------------------------------------------------------------------------- | ---------------------------------------- | ---------------- | -------------------------- | ---------------------- | ------------------ |
| 21. bis 22. Nov. 1987                                                                  | Heerenveen (Thialf)                      | 500 m (21. Nov.) | Bae Ki-tae                 | Konstantin Kharitonov  | Uwe-Jens Mey       |
| 21. bis 22. Nov. 1987                                                                  | Heerenveen (Thialf)                      | 1000 m           | Boris Repnin               | Jerzy Dominik          | Bae Ki-tae         |
| 21. bis 22. Nov. 1987                                                                  | Heerenveen (Thialf)                      | 1500 m           | André Hoffmann             | Peter Adeberg          | Rolf Falk-Larssen  |
| 21. bis 22. Nov. 1987                                                                  | Heerenveen (Thialf)                      | 5000 m           | Geir Karlstad              | Rolf Falk-Larssen      | Christian Eminger  |
| 21. bis 22. Nov. 1987                                                                  | Heerenveen (Thialf)                      | 500 m (22. Nov.) | Bae Ki-tae                 | Konstantin Kharitonov  | Boris Repnin       |
| 28. bis 29. Nov. 1987                                                                  | Butte (US High Mountain Altitude Rink)   | 500 m (28. Nov.) | Dan Jansen                 | Uwe-Jens Mey           | Nick Thometz       |
| 28. bis 29. Nov. 1987                                                                  | Butte (US High Mountain Altitude Rink)   | 1000 m           | Uwe-Jens Mey               | Dan Jansen             | Tom Cushman        |
| 28. bis 29. Nov. 1987                                                                  | Butte (US High Mountain Altitude Rink)   | 1500 m           | André Hoffmann             | Eric Flaim             | Rolf Falk-Larssen  |
| 28. bis 29. Nov. 1987                                                                  | Butte (US High Mountain Altitude Rink)   | 5000 m           | Geir Karlstad              | Tomas Gustafson        | Gerard Kemkers     |
| 28. bis 29. Nov. 1987                                                                  | Butte (US High Mountain Altitude Rink)   | 500 m (29. Nov.) | Uwe-Jens Mey               | Dan Jansen             | Tom Cushman        |
| 4. bis 6. Dez. 1987                                                                    | Calgary (Olympic Oval)                   | 500 m            | Bae Ki-tae                 | Yukihiro Mitani        | Guy Thibault       |
| 4. bis 6. Dez. 1987                                                                    | Calgary (Olympic Oval)                   | 1000 m           | Igor Schelesowski          | Nick Thometz           | Bae Ki-tae         |
| 4. bis 6. Dez. 1987                                                                    | Calgary (Olympic Oval)                   | 1500 m           | Igor Schelesowski          | Gaétan Boucher         | Wiktor Schascherin |
| 4. bis 6. Dez. 1987                                                                    | Calgary (Olympic Oval)                   | 5000 m           | Geir Karlstad              | Tomas Gustafson        | Leo Visser         |
| 4. bis 6. Dez. 1987                                                                    | Calgary (Olympic Oval)                   | 10.000 m         | Geir Karlstad              | Gerard Kemkers         | Michael Hadschieff |
| 4. bis 6. Dez. 1987                                                                    | Calgary (Olympic Oval)                   | 500 m            | Bae Ki-tae                 | Guy Thibault           | Uwe-Jens Mey       |
| 9. bis 10. Jan. 1988                                                                   | Innsbruck (Olympia Eisstadion Innsbruck) | 500 m (9. Jan.)  | Dan Jansen                 | Nick Thometz           | Marty Pierce       |
| 9. bis 10. Jan. 1988                                                                   | Innsbruck (Olympia Eisstadion Innsbruck) | 1000 m           | Nikolai Guljajew           | Jan Ykema              | Akira Kuroiwa      |
| 9. bis 10. Jan. 1988                                                                   | Innsbruck (Olympia Eisstadion Innsbruck) | 1500 m           | Nikolai Guljajew           | Eric Flaim             | Rolf Falk-Larssen  |
| 9. bis 10. Jan. 1988                                                                   | Innsbruck (Olympia Eisstadion Innsbruck) | 5000 m           | Tomas Gustafson            | Christian Eminger      | Joakim Karlberg    |
| 9. bis 10. Jan. 1988                                                                   | Innsbruck (Olympia Eisstadion Innsbruck) | 500 m (10. Jan.) | Jan Ykema                  | Dan Jansen             | Akira Kuroiwa      |
| 16. bis 17. Jan. 1988                                                                  | Davos (Eisstadion Davos)                 | 500 m            | Uwe-Jens Mey               | Sergei Fokitschew      | Igor Schelesowski  |
| 16. bis 17. Jan. 1988                                                                  | Davos (Eisstadion Davos)                 | 1000 m           | Uwe-Jens Mey               | Igor Schelesowski      | Dan Jansen         |
| 16. bis 17. Jan. 1988                                                                  | Davos (Eisstadion Davos)                 | 1500 m           | Michael Hadschieff         | André Hoffmann         | Eric Flaim         |
| 16. bis 17. Jan. 1988                                                                  | Davos (Eisstadion Davos)                 | 5000 m           | Tomas Gustafson Leo Visser |                        | Gerard Kemkers     |
| 16. bis 17. Jan. 1988                                                                  | Davos (Eisstadion Davos)                 | 500 m            | Uwe-Jens Mey               | Nick Thometz           | Dan Jansen         |
| Mehrkampfeuropameisterschaft in Den Haag (De Uithof), 23.–24. Januar 1988              |                                          |                  |                            |                        |                    |
| Sprintweltmeisterschaft in West Allis, Wisconsin (State Fair Park), 6.–7. Februar 1988 |                                          |                  |                            |                        |                    |
| Olympische Winterspiele in Calgary (Olympic Oval), 13.–28. Februar 1988                |                                          |                  |                            |                        |                    |
| Mehrkampfweltmeisterschaft in Alma-Ata (Kompleks Medeo), 5.–6. März 1988               |                                          |                  |                            |                        |                    |
| 5. bis 6. Mär. 1988                                                                    | Savalen (Savalen Kunstis)                | 500 m (5. Mär.)  | Dan Jansen                 | Jan Ykema              | Uwe-Jens Mey       |
| 5. bis 6. Mär. 1988                                                                    | Savalen (Savalen Kunstis)                | 1000 m (5. Mär.) | Jan Ykema                  | Dan Jansen             | Nick Thometz       |
| 5. bis 6. Mär. 1988                                                                    | Savalen (Savalen Kunstis)                | 500 m (6. Mär.)  | Jan Ykema                  | Dan Jansen             | Nick Thometz       |
| 5. bis 6. Mär. 1988                                                                    | Savalen (Savalen Kunstis)                | 1000 m (6. Mär.) | Nick Thometz               | Dan Jansen             | Jan Ykema          |
| 12. bis 13. Mär. 1988                                                                  | Inzell (Eisstadion Inzell)               | 500 m (12. Mär.) | Uwe-Jens Mey               | Tom Cushman Dan Jansen |                    |
| 12. bis 13. Mär. 1988                                                                  | Inzell (Eisstadion Inzell)               | 1000 m           | Nick Thometz               | Dan Jansen             | André Hoffmann     |
| 12. bis 13. Mär. 1988                                                                  | Inzell (Eisstadion Inzell)               | 1500 m           | Jean Pichette              | Hans Markström         | Leo Visser         |
| 12. bis 13. Mär. 1988                                                                  | Inzell (Eisstadion Inzell)               | 5000 m           | Leo Visser                 | Gerard Kemkers         | Tomas Gustafson    |
| 12. bis 13. Mär. 1988                                                                  | Inzell (Eisstadion Inzell)               | 500 m (13. Mär.) | Uwe-Jens Mey               | Dan Jansen             | Nick Thometz       |

#### 500 Meter
(Endstand: Nach 14 Rennen)
| Rang | Name                 | Land                            | Punkte |
| ---- | -------------------- | ------------------------------- | ------ |
| 1    | Uwe-Jens Mey         | Deutsche Demokratische Republik | 225    |
| 2    | Dan Jansen           | Vereinigte Staaten              | 221    |
| 3    | Nick Thometz         | Vereinigte Staaten              | 185    |
| 4    | Jan Ykema            | Niederlande                     | 168    |
| 5    | Göran Johansson      | Schweden                        | 137    |
| 6    | Frode Rønning        | Norwegen                        | 129    |
| 7    | Tom Cushman          | Vereinigte Staaten              | 126    |
| 8    | Menno Boelsma        | Niederlande                     | 112    |
| 9    | Bae Ki-tae           | Südkorea                        | 100    |
| 10   | Hans-Peter Oberhuber | BR Deutschland                  | 82     |
|      |                      |                                 |        |
| 19   | André Hoffmann       | Deutsche Demokratische Republik | 53     |
| 24   | Dietmar Semler       | BR Deutschland                  | 42     |

#### 1000 Meter
(Endstand: Nach 8 Rennen)
| Rang | Name            | Land                            | Punkte |
| ---- | --------------- | ------------------------------- | ------ |
| 1    | Dan Jansen      | Vereinigte Staaten              | 124    |
| 2    | Nick Thometz    | Vereinigte Staaten              | 123    |
| 3    | Jan Ykema       | Niederlande                     | 100    |
| 4    | André Hoffmann  | Deutsche Demokratische Republik | 71     |
| 5    | Hans Magnusson  | Schweden                        | 70     |
| 6    | Göran Johansson | Schweden                        | 66     |
| 7    | Tom Cushman     | Vereinigte Staaten              | 65     |
| 8    | Hans Markström  | Schweden                        | 64     |
| 9    | Frode Rønning   | Norwegen                        | 60     |
| 10   | Geert Kuiper    | Niederlande                     | 52     |
|      |                 |                                 |        |
| 11   | Uwe-Jens Mey    | Deutsche Demokratische Republik | 50     |
| 15   | Dietmar Semler  | BR Deutschland                  | 39     |
| 23   | Uwe Streb       | BR Deutschland                  | 28     |

#### 1500 Meter
(Endstand: Nach 6 Rennen)
| Rang | Name               | Land                            | Punkte |
| ---- | ------------------ | ------------------------------- | ------ |
| 1    | André Hoffmann     | Deutsche Demokratische Republik | 101    |
| 2    | Michael Hadschieff | Österreich                      | 90     |
| 3    | Rolf Falk-Larssen  | Norwegen                        | 83     |
| 4    | Eric Flaim         | Vereinigte Staaten              | 68     |
| 5    | Hans Magnusson     | Schweden                        | 59     |
| 6    | Dave Silk          | Vereinigte Staaten              | 58     |
| 7    | Joakim Karlberg    | Schweden                        | 55     |
| 8    | Hein Vergeer       | Niederlande                     | 45     |
| 9    | Nikolai Guljajew   | Sowjetunion                     | 43     |
| 10   | Hansjörg Baltes    | BR Deutschland                  | 41     |
|      |                    |                                 |        |
| 11   | Peter Adeberg      | Deutsche Demokratische Republik | 40     |
| 21   | Markus Tröger      | BR Deutschland                  | 26     |
| 22   | Roland Freier      | Deutsche Demokratische Republik | 25     |
| 26   | Christian Eminger  | Österreich                      | 21     |

#### 5000/10.000 Meter
(Endstand: Nach 7 Rennen)
| Rang | Name                                | Land                            | Punkte |
| ---- | ----------------------------------- | ------------------------------- | ------ |
| 1    | Tomas Gustafson                     | Schweden                        | 114    |
| 2    | Gerard Kemkers                      | Niederlande                     | 102    |
| 3    | Leo Visser                          | Niederlande                     | 101    |
| 4    | Geir Karlstad                       | Norwegen                        | 100    |
| 5    | Michael Hadschieff                  | Österreich                      | 90     |
| 6    | Christian Eminger Rolf Falk-Larssen | Österreich Norwegen             | 76     |
| 8    | Joakim Karlberg                     | Schweden                        | 73     |
| 9    | Eric Flaim                          | Vereinigte Staaten              | 52     |
| 10   | Pertti Niittylä                     | Finnland                        | 50     |
|      |                                     |                                 |        |
| 15   | Roland Freier                       | Deutsche Demokratische Republik | 35     |
| 17   | Hansjörg Baltes                     | BR Deutschland                  | 30     |
| 27   | Peter Tietz                         | Deutsche Demokratische Republik | 12     |
| 30   | Werner Jäger                        | Österreich                      | 7      |

## Gesamt
- Platz: Gibt die Reihenfolge der Athleten wieder. Diese wird durch die Anzahl der Weltcupsiege bestimmt. Bei gleicher Anzahl werden die 2. Platzierungen verglichen, danach die 3. Platzierungen
- Name: Nennt den Namen des Athleten
- Land: Nennt das Land, für das der Athlet startete
- Siege: Nennt die Anzahl der Weltcupsiege
- 2. Plätze: Nennt die Anzahl der errungenen 2. Plätze
- 3. Plätze: Nennt die Anzahl der errungenen 3. Plätze
- Gesamt: Nennt die Anzahl aller gewonnenen Medaillen

### Top Ten
- Die Top Ten zeigt die zehn erfolgreichsten Sportler/-innen des Eisschnelllauf-Weltcups 1987/88

| Platz | Name                      | Land                            | Siege | 2. Plätze | 3. Plätze | Gesamt |
| ----- | ------------------------- | ------------------------------- | ----- | --------- | --------- | ------ |
| 1.    | Karin Kania-Enke          | Deutsche Demokratische Republik | 11    | 3         | 3         | 17     |
| 2.    | Uwe-Jens Mey              | Deutsche Demokratische Republik | 7     | 1         | 3         | 11     |
| 3.    | Christa Rothenburger      | Deutsche Demokratische Republik | 4     | 4         | 1         | 9      |
| 4.    | Bae Ki-tae                | Südkorea                        | 4     | 0         | 2         | 6      |
| 5.    | Geir Karlstad             | Norwegen                        | 4     | 0         | 0         | 4      |
| 6.    | Dan Jansen                | Vereinigte Staaten              | 3     | 9         | 2         | 14     |
| 7.    | Bonnie Blair              | Vereinigte Staaten              | 3     | 4         | 4         | 11     |
| 8.    | Jan Ykema                 | Niederlande                     | 3     | 2         | 1         | 6      |
| 9.    | Andrea Ehrig-Mitscherlich | Deutsche Demokratische Republik | 2     | 3         | 4         | 9      |
| 9.    | Nick Thometz              | Vereinigte Staaten              | 2     | 3         | 4         | 9      |

### Frauen
| Platz | Name                      | Land                            | Siege | 2. Plätze | 3. Plätze | Gesamt |
| ----- | ------------------------- | ------------------------------- | ----- | --------- | --------- | ------ |
| 1.    | Karin Kania-Enke          | Deutsche Demokratische Republik | 11    | 3         | 3         | 17     |
| 2.    | Christa Rothenburger      | Deutsche Demokratische Republik | 4     | 4         | 1         | 9      |
| 3.    | Bonnie Blair              | Vereinigte Staaten              | 3     | 4         | 4         | 11     |
| 4.    | Andrea Ehrig-Mitscherlich | Deutsche Demokratische Republik | 2     | 3         | 4         | 9      |
| 5.    | Gabi Zange                | Deutsche Demokratische Republik | 1     | 3         | 4         | 8      |
| 6.    | Erwina Ryś-Ferens         | Polen                           | 1     | 1         | 1         | 3      |
| 7.    | Grietje Mulder            | Niederlande                     | 1     | 0         | 1         | 2      |
| 8.    | Petra Moolhuizen          | Niederlande                     | 0     | 3         | 0         | 3      |
| 9.    | Constanze Scandolo        | Deutsche Demokratische Republik | 0     | 1         | 0         | 1      |
| 9.    | Edel Therese Høiseth      | Norwegen                        | 0     | 1         | 0         | 1      |
| 9.    | Gunda Kleemann            | Deutsche Demokratische Republik | 0     | 1         | 0         | 1      |
| 12.   | Angela Stahnke            | Deutsche Demokratische Republik | 0     | 0         | 2         | 2      |
| 13.   | Katie Class               | Vereinigte Staaten              | 0     | 0         | 1         | 1      |
| 13.   | Marieke Stam              | Niederlande                     | 0     | 0         | 1         | 1      |

### Männer
| Platz | Name                  | Land                            | Siege | 2. Plätze | 3. Plätze | Gesamt |
| ----- | --------------------- | ------------------------------- | ----- | --------- | --------- | ------ |
| 1.    | Uwe-Jens Mey          | Deutsche Demokratische Republik | 7     | 1         | 3         | 11     |
| 2.    | Bae Ki-tae            | Südkorea                        | 4     | 0         | 2         | 6      |
| 3.    | Geir Karlstad         | Norwegen                        | 4     | 0         | 0         | 4      |
| 4.    | Dan Jansen            | Vereinigte Staaten              | 3     | 9         | 2         | 14     |
| 5.    | Jan Ykema             | Niederlande                     | 3     | 2         | 1         | 6      |
| 6.    | Nick Thometz          | Vereinigte Staaten              | 2     | 3         | 4         | 9      |
| 7.    | Tomas Gustafson       | Schweden                        | 2     | 2         | 1         | 5      |
| 8.    | André Hoffmann        | Deutsche Demokratische Republik | 2     | 1         | 1         | 4      |
| 8.    | Igor Schelesowski     | Sowjetunion                     | 2     | 1         | 1         | 4      |
| 10.   | Leo Visser            | Niederlande                     | 2     | 0         | 2         | 4      |
| 11.   | Nikolai Guljajew      | Sowjetunion                     | 2     | 0         | 0         | 2      |
| 12.   | Boris Repnin          | Sowjetunion                     | 1     | 0         | 1         | 2      |
| 12.   | Michael Hadschieff    | Österreich                      | 1     | 0         | 1         | 2      |
| 14.   | Jean Pichette         | Kanada                          | 1     | 0         | 0         | 1      |
| 15.   | Gerard Kemkers        | Niederlande                     | 0     | 2         | 2         | 4      |
| 16.   | Eric Flaim            | Vereinigte Staaten              | 0     | 2         | 1         | 3      |
| 17.   | Konstantin Kharitonov | Sowjetunion                     | 0     | 2         | 0         | 2      |
| 18.   | Rolf Falk-Larssen     | Norwegen                        | 0     | 1         | 3         | 4      |
| 19.   | Tom Cushman           | Vereinigte Staaten              | 0     | 1         | 2         | 3      |
| 20.   | Christian Eminger     | Österreich                      | 0     | 1         | 1         | 2      |
| 20.   | Guy Thibault          | Kanada                          | 0     | 1         | 1         | 2      |
| 22.   | Gaétan Boucher        | Kanada                          | 0     | 1         | 0         | 1      |
| 22.   | Hans Markström        | Schweden                        | 0     | 1         | 0         | 1      |
| 22.   | Jerzy Dominik         | Polen                           | 0     | 1         | 0         | 1      |
| 22.   | Peter Adeberg         | Deutsche Demokratische Republik | 0     | 1         | 0         | 1      |
| 22.   | Sergei Fokitschew     | Sowjetunion                     | 0     | 1         | 0         | 1      |
| 22.   | Yukihiro Mitani       | Japan                           | 0     | 1         | 0         | 1      |
| 28.   | Akira Kuroiwa         | Japan                           | 0     | 0         | 2         | 2      |
| 29.   | Joakim Karlberg       | Schweden                        | 0     | 0         | 1         | 1      |
| 29.   | Marty Pierce          | Vereinigte Staaten              | 0     | 0         | 1         | 1      |
| 29.   | Wiktor Schascherin    | Sowjetunion                     | 0     | 0         | 1         | 1      |

### Nationenwertung
- Die Nationenwertung zeigt die erfolgreichsten Nationen (Sportler/-innen) des Eisschnelllauf-Weltcups 1987/88

| Platz | Land                            | Siege | 2. Plätze | 3. Plätze | Gesamt |
| ----- | ------------------------------- | ----- | --------- | --------- | ------ |
| 1.    | Deutsche Demokratische Republik | 27    | 18        | 18        | 63     |
| 2.    | Vereinigte Staaten              | 8     | 19        | 15        | 42     |
| 3.    | Niederlande                     | 6     | 7         | 7         | 20     |
| 4.    | Sowjetunion                     | 5     | 4         | 3         | 12     |
| 5.    | Norwegen                        | 4     | 2         | 3         | 9      |
| 6.    | Südkorea                        | 4     | 0         | 2         | 6      |
| 7.    | Schweden                        | 2     | 3         | 2         | 7      |
| 8.    | Kanada                          | 1     | 2         | 1         | 4      |
| 8.    | Polen                           | 1     | 2         | 1         | 4      |
| 10.   | Österreich                      | 1     | 1         | 2         | 4      |
| 11.   | Japan                           | 0     | 1         | 2         | 3      |